# Eriopyga rubripuncta
Eriopyga rubripuncta là một loài bướm đêm trong họ Noctuidae.